# Municipal Nandayure
El Municipal Nandayure es un equipo de fútbol aficionado de Costa Rica que juega en la Primera División de LINAFA, la tercera división de fútbol en el país.

## Historia
Fue fundado en el año 2016 en el cantón de Nandayure de la provincia de Guanacaste y es el único equipo de fútbol del cantón luego de adquirir el cupo que dejó vacante el equipo de Sardinal de Carrillo para la temporada 2016/17. El escudo y uniforme del club se inspiraron en el Club Necaxa de México.
El club es municipal, por lo que se mantiene con recursos públicos, por lo que jugará en la Primera División de LINAFA por primera vez en su historia para la temporada 2016/17.